# Cryphia vartianica
Cryphia vartianica là một loài bướm đêm trong họ Noctuidae.